# Seigneulles
Seigneulles ist eine Gemeinde im Nordosten Frankreichs mit 154 Einwohnern (Stand: 1. Januar 2022) im Département Meuse in der Region Grand Est (bis 2015 Lothringen).  Die Gemeinde gehört zum Arrondissement Bar-le-Duc und zum Kanton Bar-le-Duc-1.

## Geografie
Die Gemeinde Seigneulles liegt in der Landschaft Barrois, etwa zehn Kilometer nordöstlich von Bar-le-Duc.

## Bevölkerungsentwicklung
| Jahr                       | 1962 | 1968 | 1975 | 1982 | 1990 | 1999 | 2006 | 2019 |
| Einwohner                  | 211  | 203  | 150  | 160  | 162  | 195  | 191  | 163  |
| Quellen: Cassini und INSEE |      |      |      |      |      |      |      |      |

## Sehenswürdigkeiten
- Kirche Nativité-Notre-Dame aus dem 12. Jahrhundert

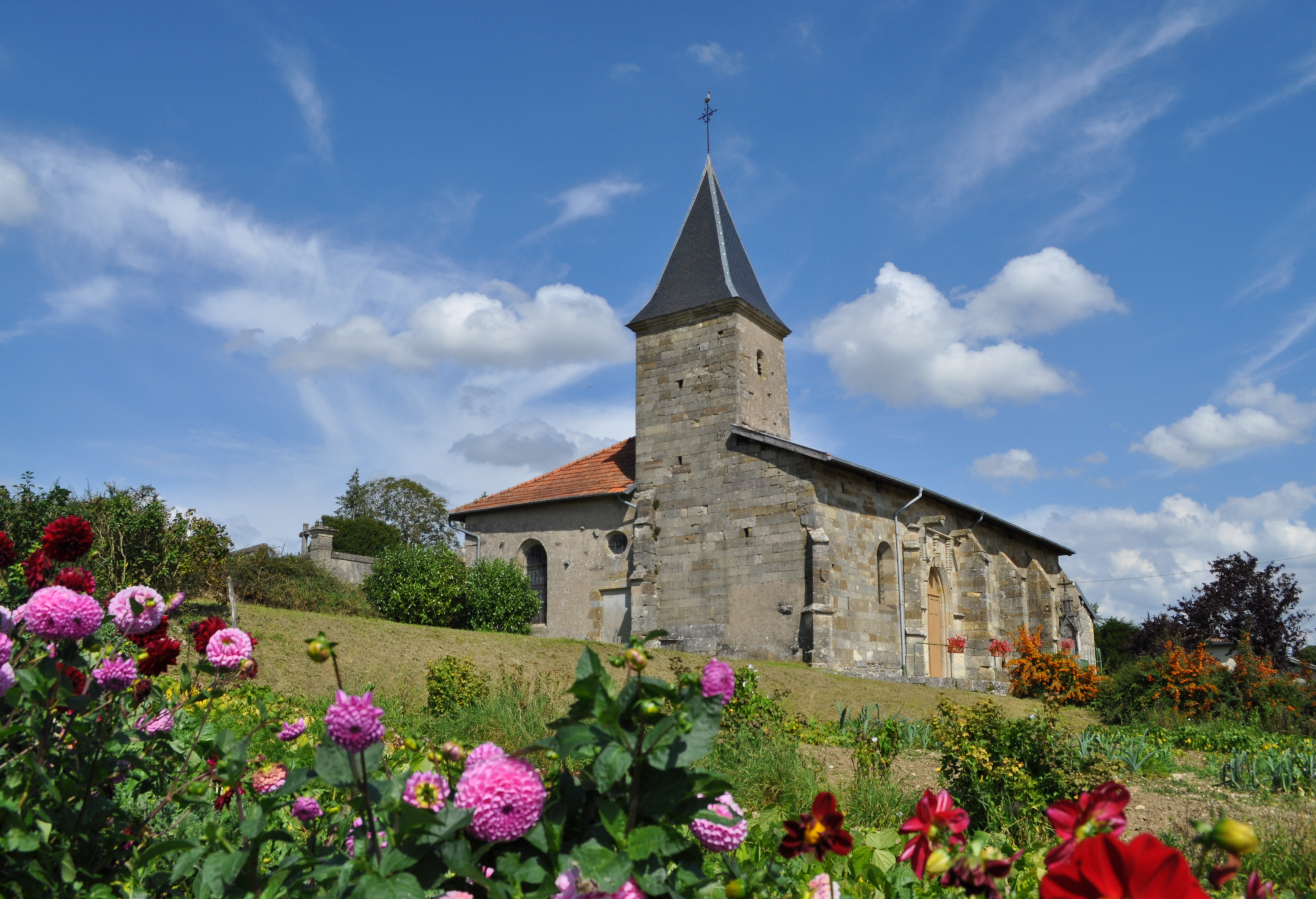
Kirche Nativité-Notre-Dame

- Waschhaus aus dem 19. Jahrhundert